# 論事
『論事』（ろんじ、巴: Kathā-vatthu、カターヴァットゥ）とは、パーリ仏典論蔵の第5論。

## 構成
- 大 五十 --- 第1品から第5品
- 第2 五十 --- 第6品から第10品
- 第3 五十 --- 第11品から第15品
- 第4 五十 --- 第16品から第23品

## 日本語訳
- 『南伝大蔵経』 大蔵出版